# Baker McKenzie
Baker McKenzie ist eine international tätige Anwaltskanzlei in der Rechtsform eines Vereins schweizerischen Rechts. Sie berät in allen Fragen des Wirtschaftsrechts und ist mit mehr als 4.700 Rechtsanwälten in 74 Büros und einem weltweiten Umsatz von 2,9 Mrd. US-Dollar eine der größten Kanzleien der Welt.
1949 in Chicago gegründet, unterhält Baker McKenzie in Deutschland Büros in Berlin, Düsseldorf, Frankfurt am Main und München mit 200 Rechtsanwälten sowie Steuerberatern. In Österreich hat die Kanzlei einen Standort in Wien. In der Schweiz beschäftigt die Kanzlei rund 90 Berufsträger in Genf und Zürich.

## Geschichte

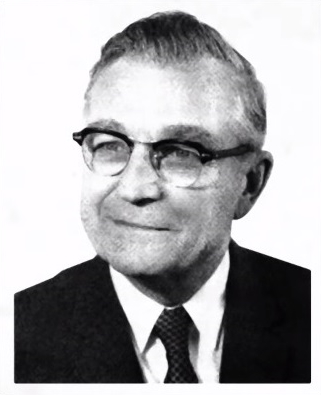
Russell Baker

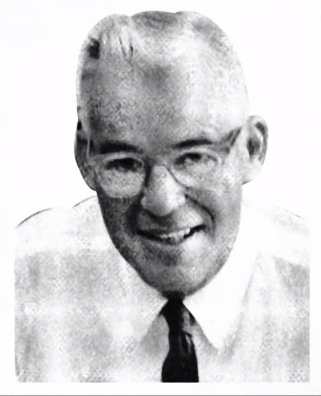
John McKenzie

Gründungspartner Russell Baker eröffnete 1925 in Chicago seine erste Kanzlei Baker & Simpson. Baker kam früh mit der spanischen Sprache in Berührung, sodass seine Kanzlei der wachsenden mexikanisch-amerikanischen Gemeinschaft rechtliche Dienste anbot. 1949 erfolgte der Eintritt John McKenzies, welcher sich um die Prozessführung kümmerte, während Baker die internationale Praxis weiter ausbaute.
Später beriet die Kanzlei Unternehmen vermehrt hinsichtlich Investitionen in Lateinamerika und eröffnete mehrere Büros in der Region. Im 1989 war Baker McKenzie eine der ersten Kanzleien, die Büros in der ehemaligen Sowjetunion nach dem Fall des Eisernen Vorhangs eröffneten. In Kalifornien schloss sich die Firma mit der Kanzlei MacDonald, Halsted, and Laybourne zusammen und eröffnete auch dort Büros.
Im Jahre 2001 beschäftigte die Firma 3.000 Anwälte und überstieg die Umsatzschwelle von $ 1 Mrd. Zu dieser Zeit organisierte sich die Kanzlei neu in der Rechtsform eines Verein schweizerischen Rechts. Mehrere eigenständige Entitäten teilen Markenpolitik, administrative Funktionen und verschiedene Betriebskosten, verfügen aber gleichzeitig über eigenständige Töpfe für Einkommen und Partnervergütung.
Große Aufmerksamkeit erzielte um die Jahrtausendwende die Berufung Christine Lagardes, der heutigen Präsidentin der Europäischen Zentralbank (EZB), als Geschäftsführende Partnerin der Kanzlei. 2005 bekam die Kanzlei einen weiteren Wachstumsschub, als viele New Yorker Mitarbeiter der sich auflösenden Sozietät Coudert Brothers zu ihr wechselten. Seit 2009 hat Baker McKenzie weitere Büros – neben Amerika auch in Europa und Asien – eröffnet. Im Dezember 2016 entfiel das vormals im Namen stehende „&“-Zeichen im Zuge eines Rebrandings der Marke.

## Büros
Baker McKenzie unterhält 74 Büros in fast allen Regionen der Erde.
- Asien-Pazifik (sortiert nach Büros): Bangkok, Beijing, Brisbane, Hanoi, Ho Chi Minh City, Hong Kong, Jakarta, Kuala Lumpur, Manila, Melbourne, Shanghai, Seoul, Singapore, Sydney, Taipei, Tokyo, Yangon,[13]
- Europa, Mittlerer Osten und Afrika (sortiert nach Staaten): Ägypten, Bahrain, Belgien, Deutschland, Frankreich, Italien, Kazakhstan, Luxemburg, Marokko, Niederlande, Österreich, Polen, Katar, Saudi-Arabien, Südafrika, Spanien, Schweden, Schweiz, Tschechien, Türkei, Ukraine, Ungarn, Vereinigte Arabische Emirate, Vereinigtes Königreich von Großbritannien und Nordirland,[14]
- Amerika (sortiert nach Staaten): Argentinien, Brasilien, Chile, Kanada, Kolumbien, Mexiko, Peru, Venezuela, Vereinigte Staaten von Amerika.[15][16]